# Janina Burska-Toborowicz
Janina Burska-Toborowicz, ps. „Siostra Janina” (ur. 28 grudnia 1917 w Mohylewie, zm. 9 listopada 2001 w Warszawie) – żołnierz III Zgrupowania AK „Konrad” wchodzącego w skład Grupy Bojowej Krybar. W powstaniu warszawskim założycielka i szef służby sanitarnej w szpitalu powstańczym w budynku Ubezpieczalni Społecznej przy ul. Smulikowskiego na Powiślu.

## Życiorys
Urodzona 28 grudnia 1917 r. w Mohylewie nad Dnieprem w rodzinie inteligenckiej. Po powrocie rodziny do Polski, w 1925 r. zamieszkała w Warszawie, gdzie w 1936 r. ukończyła Gimnazjum im. Emilii Plater. Bardzo aktywna w Związku Harcerstwa Polskiego, wzięła udział w szeregu obozach i zlotach, była drużynową XXIX WŻDH przy Gimnazjum im. Anny Wazówny. Wyższe studia podjęła w 1937 r. na Wydziale Matematyczno-Przyrodniczym Uniwersytetu im. Stefana Batorego w Wilnie, przechodząc w rok później na Wydział Lekarski.

### II wojna światowa

#### Kampania wrześniowa
We wrześniu 1939 r. przebywała na praktyce wakacyjnej w warszawskim szpitalu Dzieciątka Jezus. Po rozpoczęciu działań wojennych pracowała w Studenckim Pogotowiu Doraźnej Pomocy, a 7 września, na apel Komendy Harcerek, zgłosiła się do służby wojskowej. Mianowana do stopnia st. sierż. z cenzusem została przydzielona do patrolu sanitarnego w składzie III batalionu 360 pp Władysława Niedzielskiego.

#### Konspiracja
Od listopada 1939 r. związana z konspiracją, pełniła początkowo funkcję łączniczki i kolporterki prasy. Równocześnie pracowała w laboratorium analitycznym Szpitala św. Ducha. Ukończyła kurs medyczek w Warszawskiej Szkole Położnych uzyskując dyplom położnej i pielęgniarki. Bardzo aktywna w niesieniu pomocy ukrywającym się oficerom, a po utworzeniu getta – Żydom (akcja zorganizowana przez dr. med. Ludwika Rostkowskiego, dr med. Marię Jeleniewską, dr med. Sabinę Dembowską i dr. med. Wacława Grotta). W listopadzie 1941 r. rozpoczęła pracę jako pielęgniarka w Ubezpieczalni Społecznej – I Obwód, kontynuując jednocześnie naukę w Szkole dr. Zaorskiego i na tajnym Uniwersytecie Ziem Zachodnich u prof. Adama Wrzoska.
Członek Bojowej Organizacji Wschód (zwanej również Grupą Operacyjną WP „Edward” pod dowództwem płk. „Radwana” – Edward Pfeiffer) w oddziale kpt. Bronisława Jastrzębskiego. Jako kolporterka „Helena” rozwoziła prasę. Od 1942 r. łączniczka por. Antoniego Rościszewskiego ps. „Grot” w Zgrupowaniu „Garłuch-Madagaskar, przewoziła meldunki i plany lotniska Okęcie, jednocześnie prowadząc kolportaż „Biuletynu Informacyjnego”.

#### Powstanie warszawskie
Na czas powstania miała przydział do szpitala polowego przy ul Mianowskiego 14 (dr med. Lange i dr med. Janina Leśkiewicz), gdzie służbę sanitarną miały pełnić trzy patrole harcerskie wyszkolone i przygotowane przez „Annę” (ówczesny pseudonim p. Janiny Burskiej). Wysłana po narzędzia na ul. Śniegockiej, została odcięta od macierzystego oddziału i skierowała się do miejsca pracy w ambulatorium Ubezpieczalni Społecznej przy ul. Smulikowskiego.
Natychmiast po rozpoczęciu walk zgłosiła się jako żołnierz AK do dyspozycji III Zgrupowania Konrad” Grupy Bojowej „Krybar” – ambulatorium z jego bogatym wyposażeniem, co umożliwiło utworzenie szpitala. Miał o to poważne pretensje lekarz naczelny Ubezpieczalni dr Stawiński, grożąc odpowiedzialnością karną za wydanie materiałów i udostępnienie pomieszczeń, które chciał przeznaczyć dla ludności cywilnej (otworzył później ambulatorium dla ludności na III piętrze budynku „Alfa – Laval”).
Była koordynatorem pracy personelu średniego. Wymagająca, surowa, bardzo zdyscyplinowana, okazała się świetnym organizatorem pracy. Dzięki jej energii szpital ten się jedną z najlepszych placówek służby zdrowia w powstańczej Warszawie. Pozostała ochotniczo przy grupie ciężko rannych w „Alfa Laval” wykazując wielką odwagę i poświęcenie. Ewakuowana z ludnością cywilną do Pruszkowa. Po wojnie pozostała i pracowała w kraju jako ceniony kardiolog.
Przez 40 lat: od 1945 do 1985 roku czyniła stałe starania o umieszczenie na budynku drukarni przy ul. Smulikowskiego róg Tamki tablicy upamiętniającej męczeńską śmierć 7 najciężej rannych żołnierzy oraz błogosławionego księdza dominikanina Michała Czartoryskiego (świadek w procesie beatyfikacji), pisząc pisma do ówczesnych władz, zakończone 6 września 1982 r. odsłonięciem tablicy upamiętniającej ostatnie chwile istnienia szpitala powstańczego. Przez swoje zgrupowanie oddelegowana do I Komitetu Budowy Pomnika Powstania Warszawskiego w Warszawie na Starym Mieście.

## Odznaczenia
- Brązowy Krzyż Zasługi z Mieczami
- Krzyż Armii Krajowej
- Warszawski Krzyż Powstańczy (pośmiertnie)

## Awanse
- st. sierżant z cenzusem – wrzesień 1939
- podporucznik – grudzień 2001 (pośmiertnie)